# Zenopsis stabilispinosa
Zenopsis stabilispinosa is een straalvinnige vissensoort uit de familie van zonnevissen (Zeidae). De wetenschappelijke naam van de soort is voor het eerst geldig gepubliceerd in 2006 door Nakabo, Bray & Yamada.